# Lâu đài ở Złotoria
Lâu đài ở Złotoria (tiếng Ba Lan: Zamek w Złotorii) là một lâu đài thời Trung cổ (hiện nay còn lại các tàn tích) ở làng Złotoria, huyện Toruński, tỉnh Kujawsko-Pomorskie, Ba Lan. Công trình kiến trúc này có tên trong danh sách di tích. Hiện nay, du khách có thể tham quan tàn tích này.

## Lịch sử
| Mốc lịch sử | Mô tả |
| ----------- | --- |
| Thế kỷ 14   | Năm 1343, lâu đài ở Złotoria được xây dựng theo lệnh của Vua Casimir Đại đế để bảo vệ lãnh thổ và giám sát các hiệp sĩ Teuton ở Toruń. |
| Thế kỷ 15   | Władysław II Jagiełło trở thành chủ nhân của lâu đài này vào năm 1404. Tháng 9 năm 1409, sau tám ngày tấn công, các hiệp sĩ Teuton đã chinh phục và phá hủy lâu đài. Tháng 5 năm 1411, theo Hiệp ước Hòa bình Toruń, lâu đài được trao lại cho Vương quốc Ba Lan, và các hiệp sĩ Teuton phải tiến hành đền bù cho sự phá hủy đó với số tiền khoảng 3 tấn bạc. |
| Thế kỷ 19   | Lâu đài bị phá bỏ một phần để làm vật liệu xây dựng. |
| Hiện nay    | Du khách có thể tham quan tàn tích lâu đài này. |

## Kiến trúc
Lâu đài sở hữu những nét đặc trưng của phong cách Gothic. Lâu đài được xây bằng gạch nung, trên một mặt phẳng hình chữ nhật dài. Khu phức hợp lâu đài bao gồm: một tòa nhà dân cư, một sân trong có tường bao quanh và một tháp phòng thủ. Xung quanh lâu đài là một con hào. Diện tích lâu đài khoảng 1750 m². Hiện nay, các tàn tích còn sót lại đó là: một phần tòa tháp vuông và một phần các bức tường.

## Hình ảnh

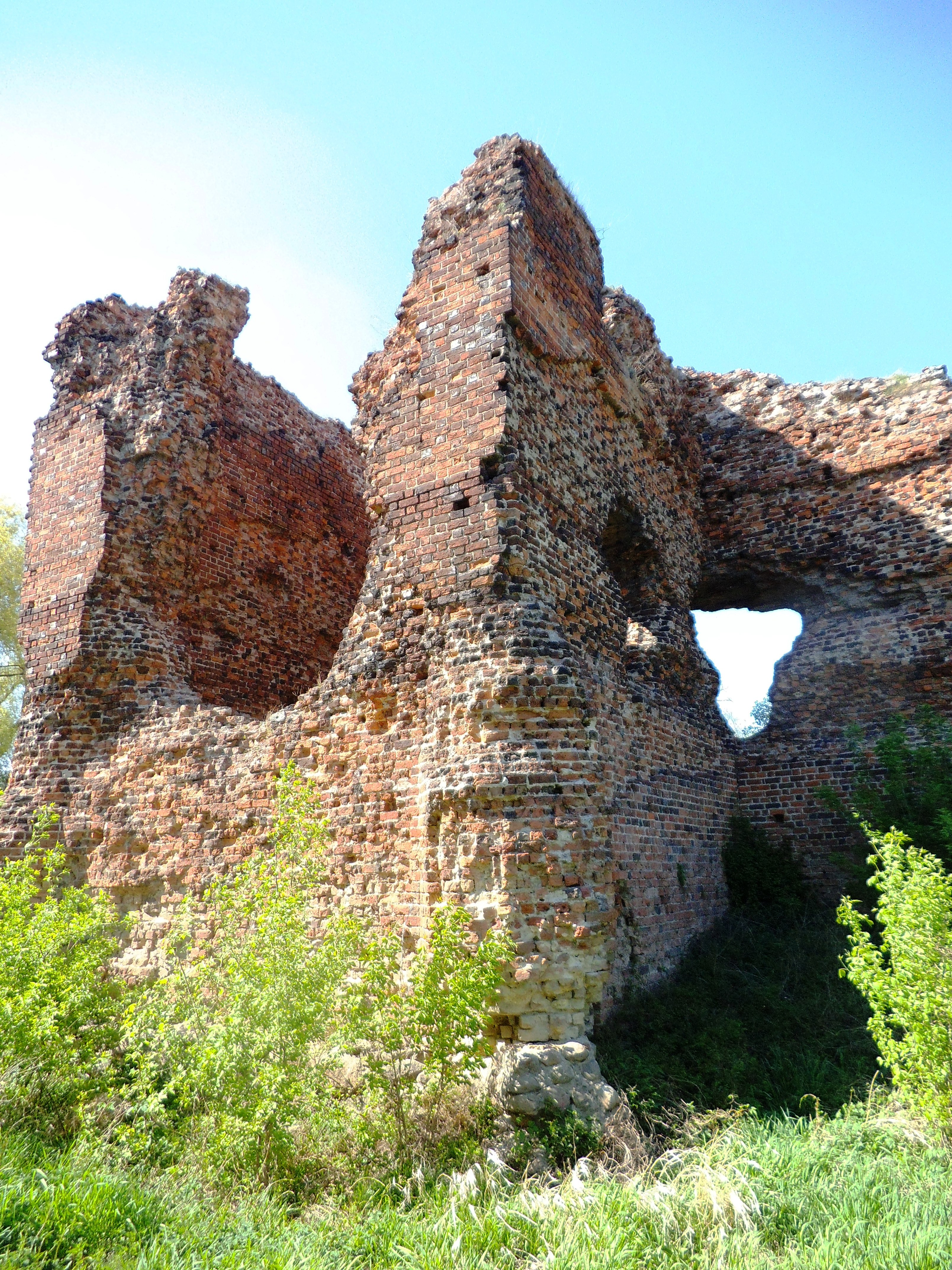
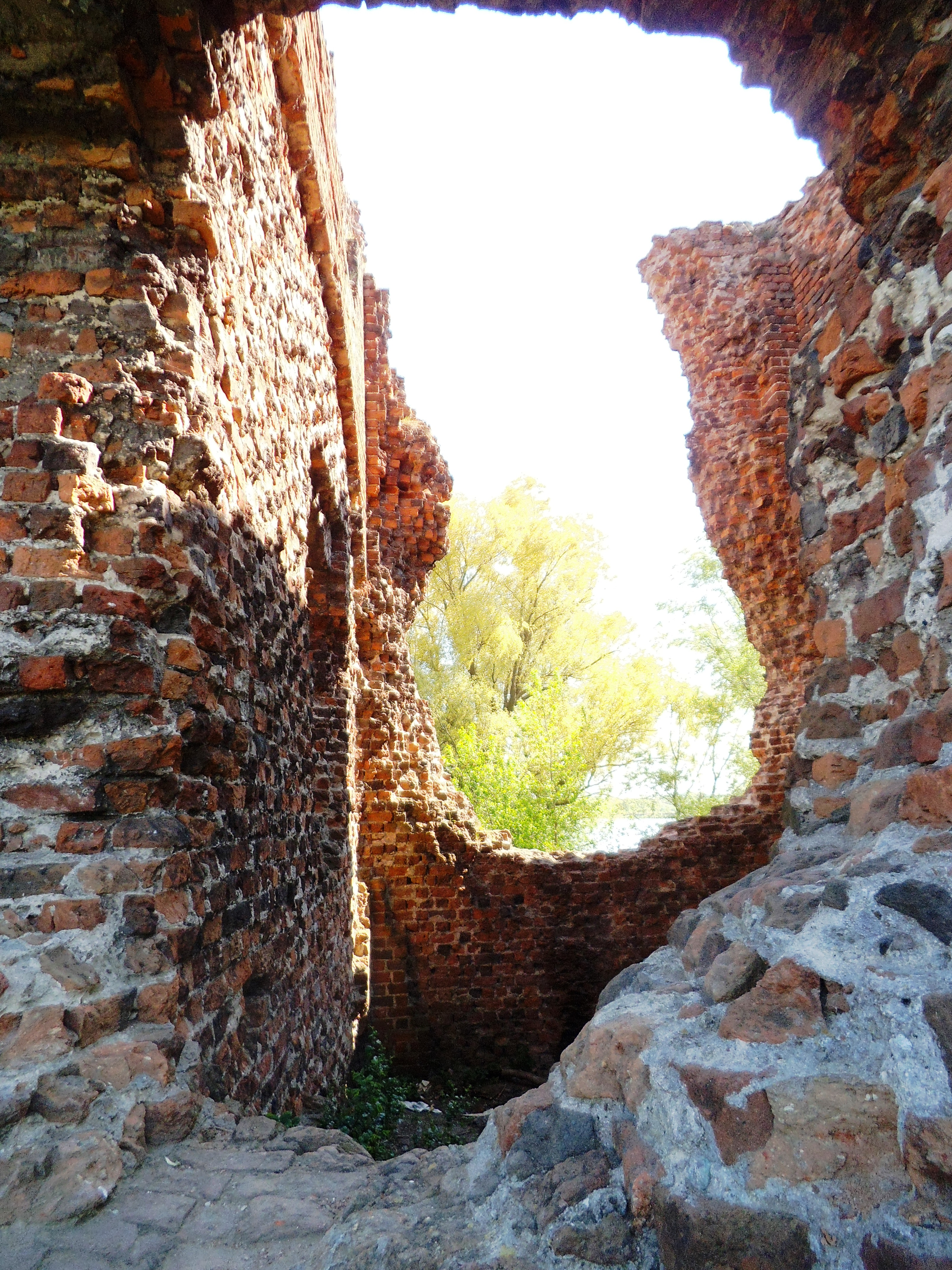
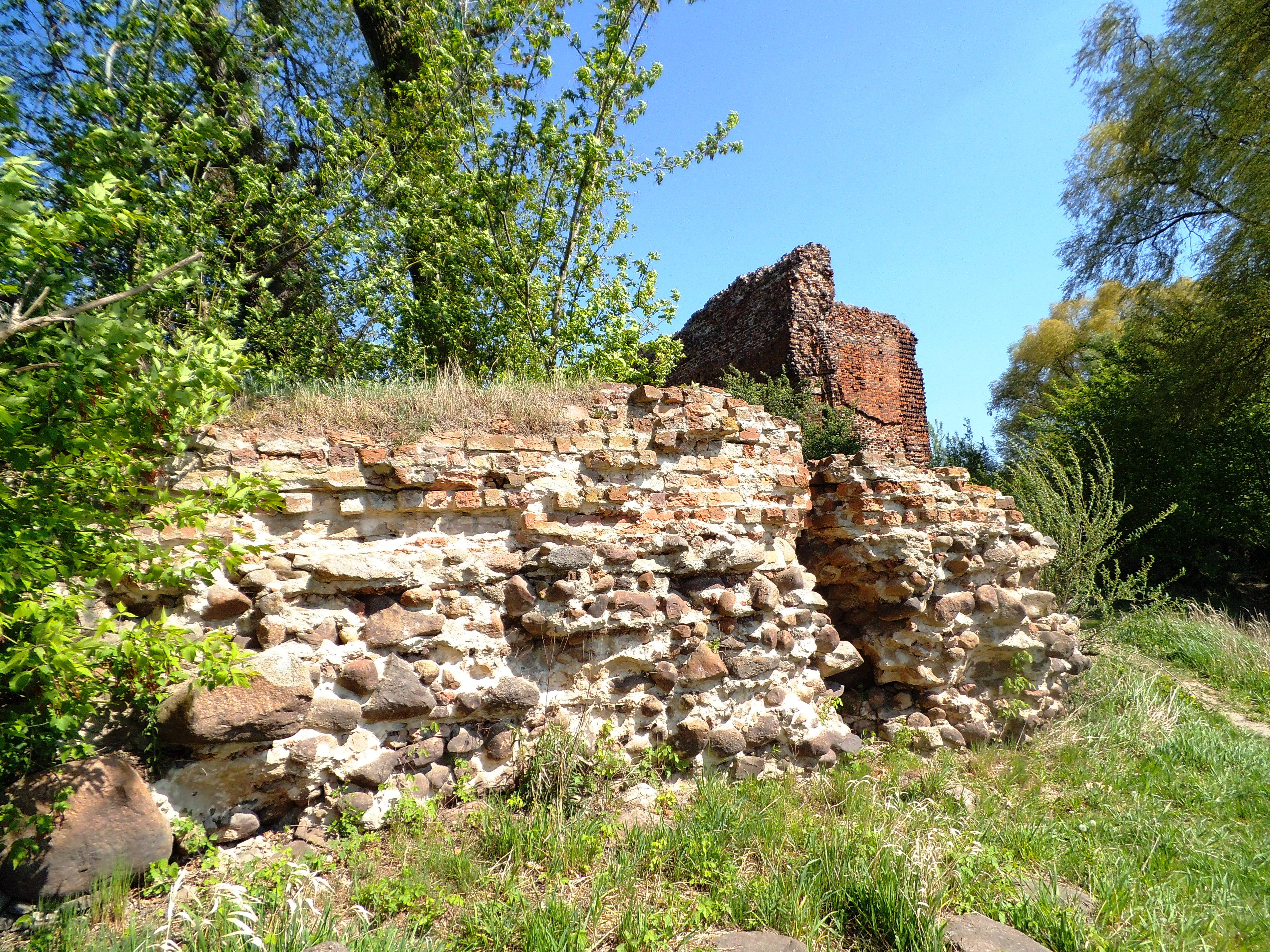